# Kurów (gmina)
Pour les articles homonymes, voir Kurów.

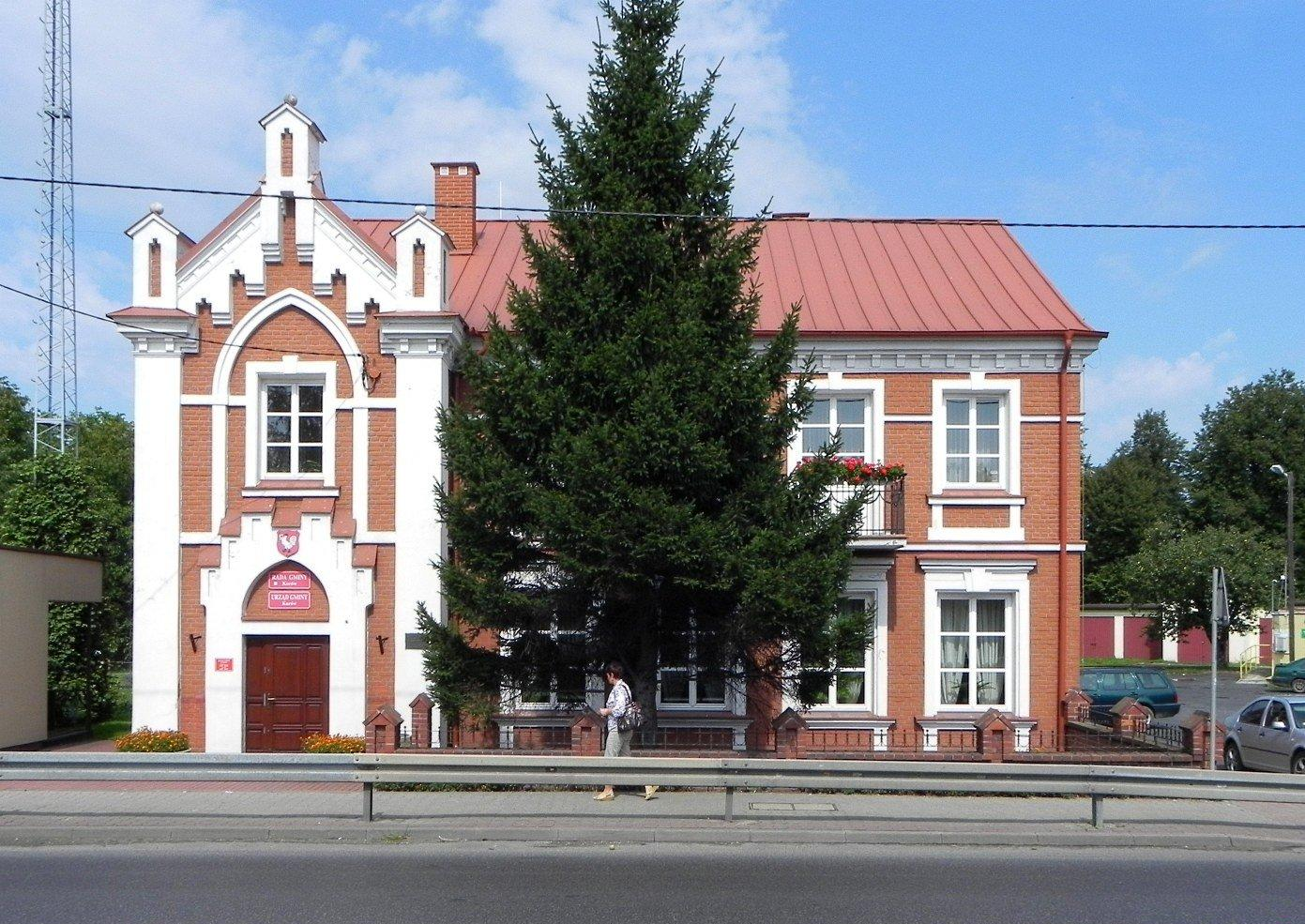
Bureau communal de Kurów, 35, rue Lubelska.

Kurów est une gmina rurale (gmina wiejska) du powiat de Puławy, dans la Voïvodie de Lublin, dans l'est de la Pologne.
Son siège administratif (chef-lieu) est le village de Kurów, qui se situe environ 16 kilomètres (km) à l'est de Puławy (siège du powiat) et 32 kilomètres au nord-ouest de la capitale régionale Lublin (capitale de la voïvodie).
La gmina couvre une superficie de 101,3 km2 pour une population de 7 892 habitants en 2006.

## Histoire
De 1975 à 1998, la gmina est attachée administrativement à l'ancienne voïvodie de Lublin.

Depuis 1999, elle fait partie de la nouvelle voïvodie de Lublin.

## Géographie
La gmina inclut les villages (sołectwa) de:

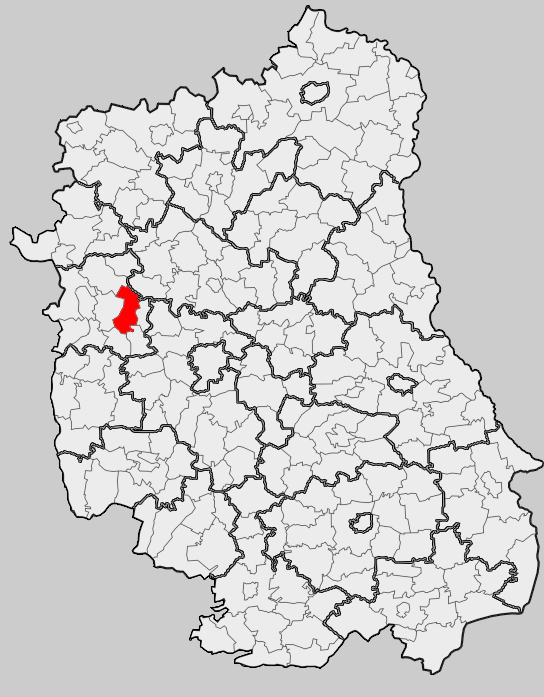
Position de la gmina dans la voïvodie

- Barłogi
- Bronisławka
- Brzozowa Gać
- Buchałowice
- Choszczów
- Dęba
- Góry Olesińskie
- Kalinówka
- Klementowice
- Kłoda
- Kolonia Klementowice
- Kolonia Nowy Dwór
- Kolonia Płonki
- Kurów
- Łąkoć
- Mała Dęba
- Mała Kłoda
- Marianka
- Olesin
- Paluchów
- Płonki
- Podbórz
- Posiołek
- Szumów
- Węgielnica
- Wólka Nowodworska
- Wygoda
- Zastawie

### Gminy voisines
La gmina de Kurów est voisine des gminy de :
- Abramów
- Końskowola
- Markuszów
- Nałęczów
- Wąwolnica
- Żyrzyn

## Structure du terrain
D'après les données de 2002, la superficie de la commune de Kurów est de 101,3 kilomètres carrés, répartis comme telle :
- terres agricoles : 74 %
- forêts : 18 %

La commune représente 10,86 % de la superficie du powiat.

## Démographie
Données du 30 juin 2004 :
| Description        | Total  | Total | Femmes | Femmes | Hommes | Hommes |
| ------------------ | ------ | ----- | ------ | ------ | ------ | ------ |
| Unité              | Nombre | %     | Nombre | %      | Nombre | %      |
| Population         | 7 906  | 100   | 4 030  | 51     | 3 876  | 49     |
| Densité (hab./km²) | 78     | 78    | 39,8   | 39,8   | 38,3   | 38,3   |